# داميان سزيمانسكي
داميان سزيمانسكي (بالبولندية: Damian Szymański)‏ هو لاعب كرة قدم بولندي في مركز الوسط، ولد في 16 يونيو 1995 في Kraśnik ‏ في بولندا. شارك مع منتخب بولندا لكرة القدم. أما مع النوادي، فقد لعب مع أيك أثينا ونادي أحمد غروزني وياغيلونيا بياويستوك.

## وصلات خارجية
- داميان سزيمانسكي على موقع الاتحاد الأوربي (الإنجليزية)
- داميان سزيمانسكي على موقع قاعدة بيانات كرة القدم.إي يو (الإنجليزية)
- داميان سزيمانسكي على موقع ليكيب (الفرنسية)
- داميان سزيمانسكي على موقع ناشيونال فوتبول تيمز (الإنجليزية)
- داميان سزيمانسكي على موقع Soccerway.com (الإنجليزية)
- داميان سزيمانسكي على موقع عالم كرة القدم.نت (الإنجليزية)